# Phương Lâm
Phương Lâm là một phường thuộc thành phố Hòa Bình, tỉnh Hòa Bình, Việt Nam.
Phường Phương Lâm có diện tích 3,3 km², dân số năm 1999 là 10.517 người, mật độ dân số đạt 3.187 người/km².